# Districte de Kəlbəcər
Kəlbəcər (àzeri: Kəlbəcər rayonu, armeni: Քարվաճառի շրջան/K̕arvač̣aṙi šrǰan), és un districte de l'Azerbaidjan amb el centre administratiu a la ciutat de Kəlbəcər. Kalbajar és un mot turquès que significa Castell a la desembocadura del riu. Des de la guerra de l'Alt Karabakh aquest districte fou administrat per la república d'Artsakh formant part de la província de Shahumian, i fou recuperat per Azerbaidjan en la Guerra de l'Alt Karabakh de 2020. La població àzeri de Kəlbəcər va ser desplaçada pels combats i viuen actualment com a desplaçats interns en altres regions de l'Azerbaidjan.

## Demografia
En el 1989:
- Àzeris 83.19% (55.082)
- Armenis 14.79% (9.794)
- Kurds 1.88% (1.248)
- Altres 1%